# Daisuke Kitahara
Daisuke Kitahara (født 4. april 1994) er en japansk fodboldspiller, som spiller for den japanske fodboldklub YSCC Yokohama.